# Juan de Ribera Piferrer
Juan de Ribera Piferrer (a veces escrito Rivera) Madrid, 16 de mayo de 1811-Ibidem, 24 de septiembre de 1880) fue un ingeniero de Caminos español. 

## Biografía
Entre sus primeros trabajos se encuentra las obras de mejora de la Plaza de Oriente. Fue comisionado junto con Juan Rafo para estudiar las posibilidades de abastecimiento de agua a la ciudad de Madrid, siendo publicadas sus memorias en 1849. Su Memoria sobre el Riego de los Campos de Madrid, marcó en gran medida la pauta de los estudios posteriores sobre las obras del ambicioso Canal. Sus obras de ingeniería civil más conocidas fueron el primer depósito del Canal de Isabel II en 1853 y el trazado de las dos acequias de aprovechamiento del sobrante del agua sobrante para el riego de huertos, jardines ciudadanos y otras industrias del extrarradio madrileño, obra que en su conjunto fue popularmente conocida como El Canalillo, iniciada en 1868 y desmantelada de forma definitiva un siglo después. Entre 1857 y 1862, junto con Lucio del Valle y José Morer, lleva a cabo la reforma de la Puerta del Sol de Madrid, dándole su fisonomía actual. Para ello mantienen la alineación de la Casa de Correos en uno de los lados y construyen edificios de viviendas con fachadas uniformes definiendo un espacio de forma semicircular. Rechazó la cátedra de los cursos de Estereotomía y Arquitectura en la Escuela de Arquitectos de Madrid, por problemas de salud. No obstante, estuvo a cargo de la dirección del Canal, si bien en 1867 tuvo que cesar en el puesto.